# No Roots
| Оценки критиков  | Оценки критиков |
| Источник         | Оценка          |
| ---------------- | --------------- |
| AllMusic         | [ 1 ]           |
| Rolling Stone    | [ 2 ]           |
| ARTISTdirect     | [ 3 ]           |
| Piero Scaruffi   | [ 4 ]           |
| Release Magazine | [ 5 ]           |

No Roots — четвёртый студийный альбом британской группы Faithless, вышедший 7 июня 2004 года на лейбле BMG Music.
Почти все композиции на пластинке сведены воедино с плавными переходами из одной в другую. Пауза есть лишь между песнями «Miss U Less, See U More» и «No Roots».
Существует инструментальное издание альбома под названием Everything Will Be Alright Tomorrow.

## Список композиций
1. «Intro» — 0:28
2. «Mass Destruction» — 3:43
3. «I Want More: Part 1» — 2:50
4. «I Want More: Part 2» — 3:11
5. «Loves Lives On My Street» — 2:10
6. «Bluegrass» — 2:44
7. «Sweep» — 4:03
8. «Miss U Less, See U More» — 3:41
9. «No Roots» — 5:23
10. «Swingers» — 3:48
11. «Pastoral» — 4:27
12. «Everything Will Be Alright Tomorrow» — 2:18
13. «What About Love» — 6:58
14. «In The End» — 4:31
15. «Mass Destruction: P*nut And Sister Bliss Mix» — 3:33

## Участники записи
- Sister Bliss — автор композиций; партии клавишных, струнных, бас, фортепиано
- Maxi Jazz — автор композиций; вокал в дорожках 1, 2, 4, 8-10, 13-15
- Ролло Армстронг — автор композиций; продюсер
- LSK — гитарные партии; вокал в дорожках 3, 5, 9, 10, 12, 14
- Дайдо — вокал в композиции «No Roots»
- Немо Джонс — гитарные партии
- Grippa — микширование